# Трупіал юкатанський
Трупіа́л юкатанський (Icterus auratus) — вид горобцеподібних птахів родини трупіалових (Icteridae). Мешкає в Мексиці і Белізі.

## Поширення і екологія

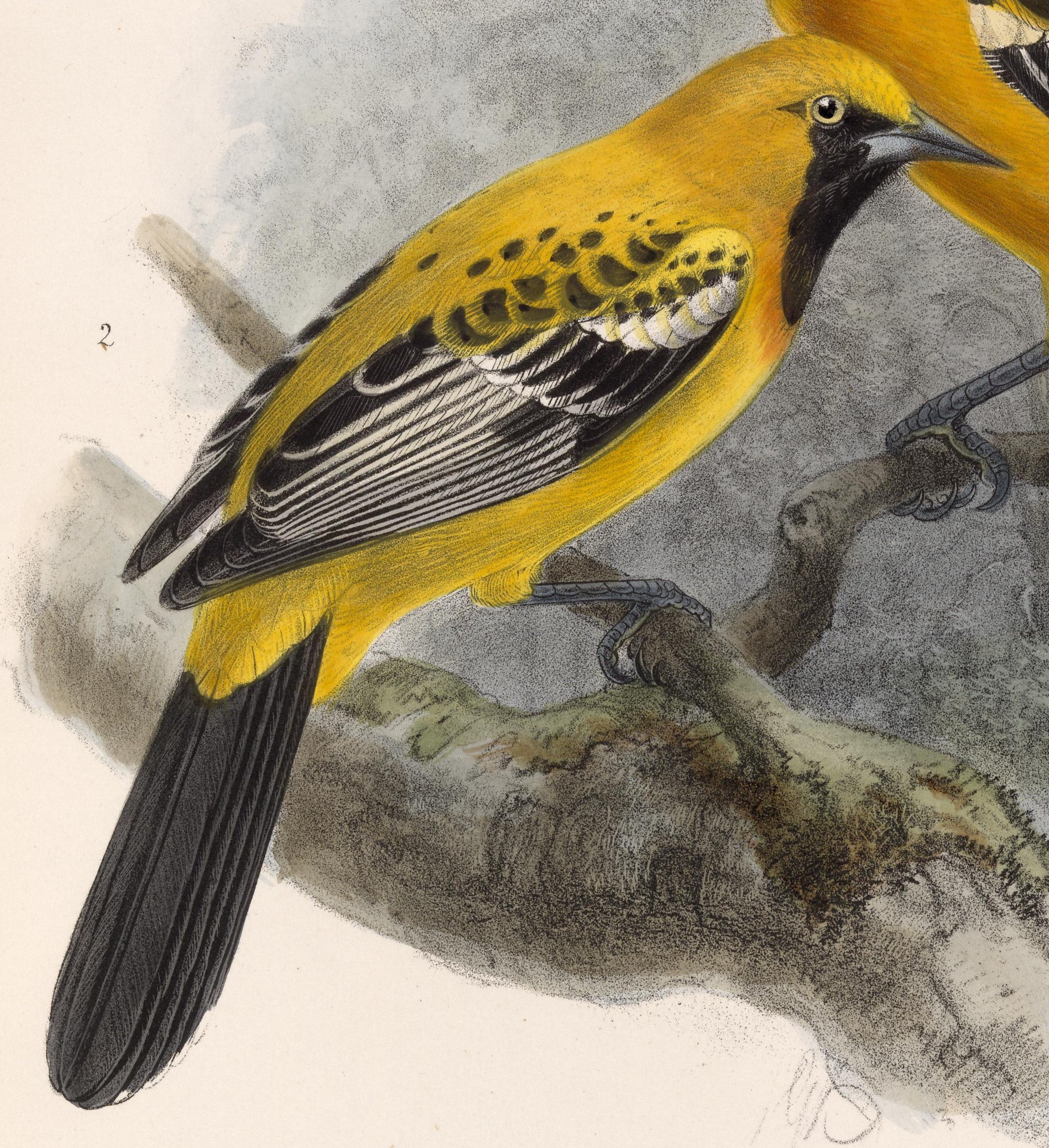
Юкатанський трупіал

Юкатанські трупіали мешкають на півострові Юкатан, в мексиканських штатах Юкатан, Кампече і Кінтана-Роо, а також на крайній півночі Белізу. Вони живуть в сухих тропічних лісах. Живляться комахами та іншими безхребетними, плодами і нектаром. Гніздяться поодинці або колоніями, які можуть нараховувати до 35 гнізд, розміщених на кількох низьких деревах над водою.